# Metzerlen-Mariastein
Metzerlen-Mariastein (mundartlich: Mätzerle, im Stäi) ist eine politische Gemeinde im Bezirk Dorneck des Kantons Solothurn in der Schweiz. Der heutige Gemeindename wurde erst 2003 zur offiziellen Bezeichnung erklärt, vorher hiess die Gemeinde Metzerlen. Der Ortsteil Mariastein mit dem gleichnamigen Benediktinerkloster Mariastein ist ein bedeutender Wallfahrtsort.

## Geographie

Luftbild (1950)

Metzerlen-Mariastein liegt auf 526 m ü. M., 14 km südwestlich der Stadt Basel (Luftlinie). Das Haufendorf Metzerlen erstreckt sich an einem leicht nach Norden geneigten Hang am Nordfuss der Blauenkette, über dem Hochplateau von Metzerlen, in der solothurnischen Exklave des hinteren Leimentals, nahe der Grenze zu Frankreich.
Die Fläche des 8,5 km² grossen Gemeindegebiets umfasst einen Abschnitt des nördlichen Juras. Die nördliche Grenze verläuft auf dem waldbedeckten Kamm des Usserholzes (581 m ü. M.), einer der Blauenkette vorgelagerten Jurafalte. Von hier erstreckt sich der Gemeindeboden südwärts über die teilweise mehr als 1 km breite Längsmulde von Metzerlen-Mariastein. Sie bildet eine Synklinale, welche seit dem Tertiär mit Erosionsmaterial aufgefüllt und mit Löss bedeckt wurde. Die östliche Gemeindegrenze liegt dabei auf der Felskante vor dem Steilabfall zu der Schlucht eines Quellbachs des Binnbachs.
Südlich an das Plateau von Metzerlen schliesst die Antiklinale der Blauenkette an. Deren Nordhang ist im Bereich von Metzerlen untergliedert in die harte Kalkgesteinsschicht des Chöpfli (701 m ü. M.) und des Gobenrain und die weicheren, stärker erodierten Ton- und Mergellagen des Bättetals. Auf dem Kamm der Blauenkette verläuft die südliche Gemeindegrenze; mit 875 m ü. M. wird auf der Challplatten der höchste Punkt von Metzerlen-Mariastein erreicht. Die westliche Abgrenzung bildet das am Strassenpass der Challhöchi beginnende Tal eines Quellbachs des Birsig. Von der Gemeindefläche entfielen 2014 8 % auf Siedlungen, 46 % auf Wald und Gehölze und 46 % auf Landwirtschaft.
Metzerlen-Mariastein besteht aus den Ortsteilen Metzerlen (526 m ü. M.) und Mariastein (512 m ü. M.), auf dem Plateau westlich der im Einzugsbereich des Binnbachs gelegenen Schlucht, und einigen Einzelhöfen. Nachbargemeinden von Metzerlen-Mariastein sind Hofstetten-Flüh und Rodersdorf im Kanton Solothurn, Blauen, Dittingen, Röschenz und Burg im Leimental im Kanton Basel-Landschaft sowie Biederthal und Leymen im angrenzenden Frankreich.

## Bevölkerung
Mit 973 Einwohnern (Stand 31. Dezember 2023) gehört Metzerlen-Mariastein zu den kleineren Gemeinden des Kantons Solothurn. Davon wohnen 194 Personen im Ortsteil Mariastein. Von den Bewohnern sind 96,6 % deutschsprachig, 0,7 % englischsprachig und 0,6 % sprechen Französisch (Stand 2000). Die Bevölkerungszahl von Metzerlen-Mariastein belief sich 1850 auf 482 Einwohner, 1900 auf 522 Einwohner. Im Verlauf des 20. Jahrhunderts stieg die Bevölkerungszahl langsam aber kontinuierlich an (1980 wurden 720 Einwohner gezählt).

## Wirtschaft
Metzerlen-Mariastein war bis in die zweite Hälfte des 20. Jahrhunderts ein vorwiegend durch die Landwirtschaft geprägtes Dorf. Noch heute haben der Ackerbau, der Obstbau (überwiegend Kirschbäume) sowie die Viehzucht und die Milchwirtschaft einen wichtigen Stellenwert in der Erwerbsstruktur der Bevölkerung, obwohl die Zahl der Landwirtschaftsbetriebe seit 1950 stark zurückgegangen ist. Weitere Arbeitsplätze sind im lokalen Kleingewerbe und im Dienstleistungssektor vorhanden. In Metzerlen-Mariastein sind heute Betriebe des Baugewerbes, der Elektrotechnik und der Informationstechnologie ansässig. In den letzten Jahrzehnten hat sich das Dorf zu einer Wohngemeinde entwickelt. Die meisten Erwerbstätigen sind deshalb Wegpendler, die hauptsächlich in der Region Basel arbeiten. Das Kloster Mariastein ist neben dem Kloster Einsiedeln der zweitwichtigste Wallfahrtsort der Schweiz, weswegen der Ortsteil Mariastein auf Wallfahrts- und Pilgertourismus ausgerichtet ist.

## Verkehr
Die Gemeinde liegt abseits der grösseren Durchgangsstrassen an einer Verbindungsstrasse von Oberwil (BL) über die Challhöchi nach Laufen. Durch einen Postautokurs, welcher die Strecke vom Bahnhof Flüh nach Metzerlen bedient, ist das Dorf an das Netz des öffentlichen Verkehrs angebunden. Zu gewissen Tageszeiten verkehrt ein Postauto von Mariastein nach Laufen.

## Geschichte
Das Gemeindegebiet von Metzerlen-Mariastein war bereits während der Eisenzeit besiedelt, was durch mehrere Funde nachgewiesen werden konnte. Die erste urkundliche Erwähnung des Ortes erfolgte 1194 unter dem Namen Mezherlon. Später erschienen die Bezeichnungen Metzerlon (1213), Meiszerlo (1278), Mezerlon (1280) und Metzerlenn (1290). Der Ortsname geht auf das lateinische Wort maceriolum (Mäuerchen) zurück.
Seit dem Mittelalter war Metzerlen Teil der Herrschaft Rotberg. Diese Herrschaft hatte über lange Zeit den Rang eines freien Reichslehens, das direkt dem Kaiser unterstand, weswegen Metzerlen als eines der sieben freien Reichsdörfer am Blauen galt. Durch Kauf kam die Herrschaft Rotberg im Jahr 1515 an Solothurn und wurde in der Folge der Vogtei Dorneck und dem Gerichtskreis Leimental zugeordnet. Nach langen Verhandlungen gestattete Solothurn die Verlegung des Benediktinerklosters vom abgeschiedenen Beinwil nach Mariastein. Im Jahr 1645 wurde der Grundstein zum Bau des neuen Klosters gelegt. Nach dem Zusammenbruch des Ancien Régime (1798) gehörte Metzerlen während der Helvetik zum Distrikt Dornach und ab 1803 zum Bezirk Dorneck.
Grosse Armut unter den Handwerkern und Taglöhnern führte im 19. Jahrhundert zu einer Auswanderungswelle. Im Zuge des Kulturkampfes wurde das Kloster Mariastein 1874 per Volksabstimmung aufgehoben, und die Mönche übersiedelten nach Delle in Frankreich. Mit einer weiteren Volksabstimmung im Jahr 1970 wurde der Klosterbetrieb offiziell wiederhergestellt. Als die Einwohnergemeinde und die Bürgergemeinde von Metzerlen auf den 1. Januar 2003 zur Einheitsgemeinde fusionierten, wurde der Gemeindename Metzerlen in Metzerlen-Mariastein geändert, womit nun auch der weitherum bekannte Ortsteil Mariastein Eingang in die Gemeinderegister fand.

## Sehenswürdigkeiten

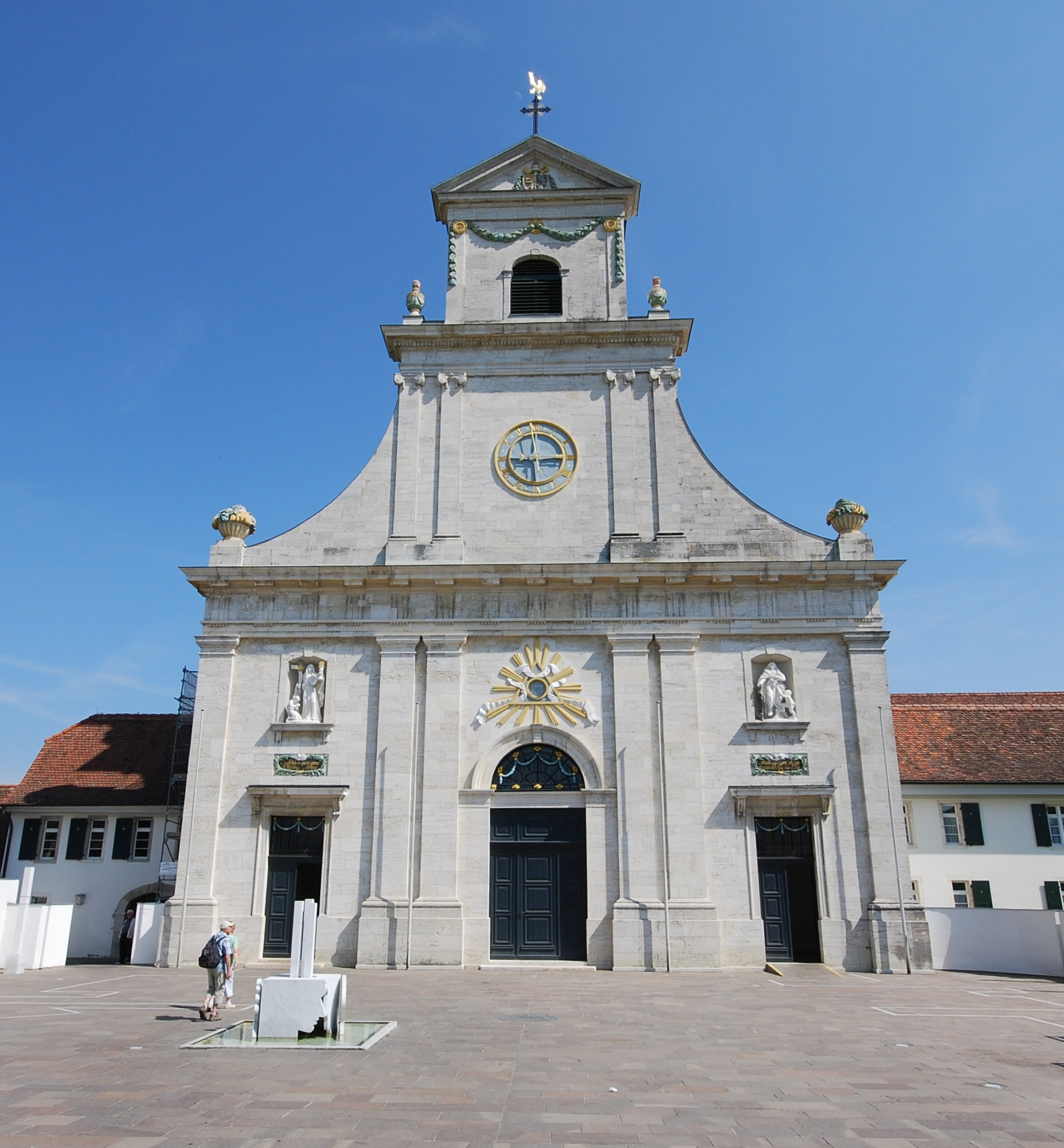
Klosterkirche Mariastein

Die Kirche Sankt Remigius in Metzerlen wurde 1819 neu erbaut anstelle einer alten Kirche ausserhalb des Dorfes am Weg nach Burg. Im Ortsteil Mariastein steht das ab 1645 erbaute Benediktinerkloster. Die ursprüngliche Ausstattung im Stil des Barocks ging um 1800 verloren. 1899 bis 1906 wurde der Kirchenraum neu gestaltet in neubarockem Stil. An der nordöstlichen Gemeindegrenze steht die Sankt Annakapelle, die 1691 errichtet wurde. Die aus dem 13. Jahrhundert stammende Burg Rotberg war schon im 16. Jahrhundert nicht mehr bewohnt. Die zur Ruine zerfallene Burg wurde in den Jahren von 1934 bis 1936 wiederaufgebaut und als Jugendherberge eingerichtet. Unterhalb der Burg ist noch der Landwirtschaftsbetrieb, der einst zur Burg gehörte.

## Wappen

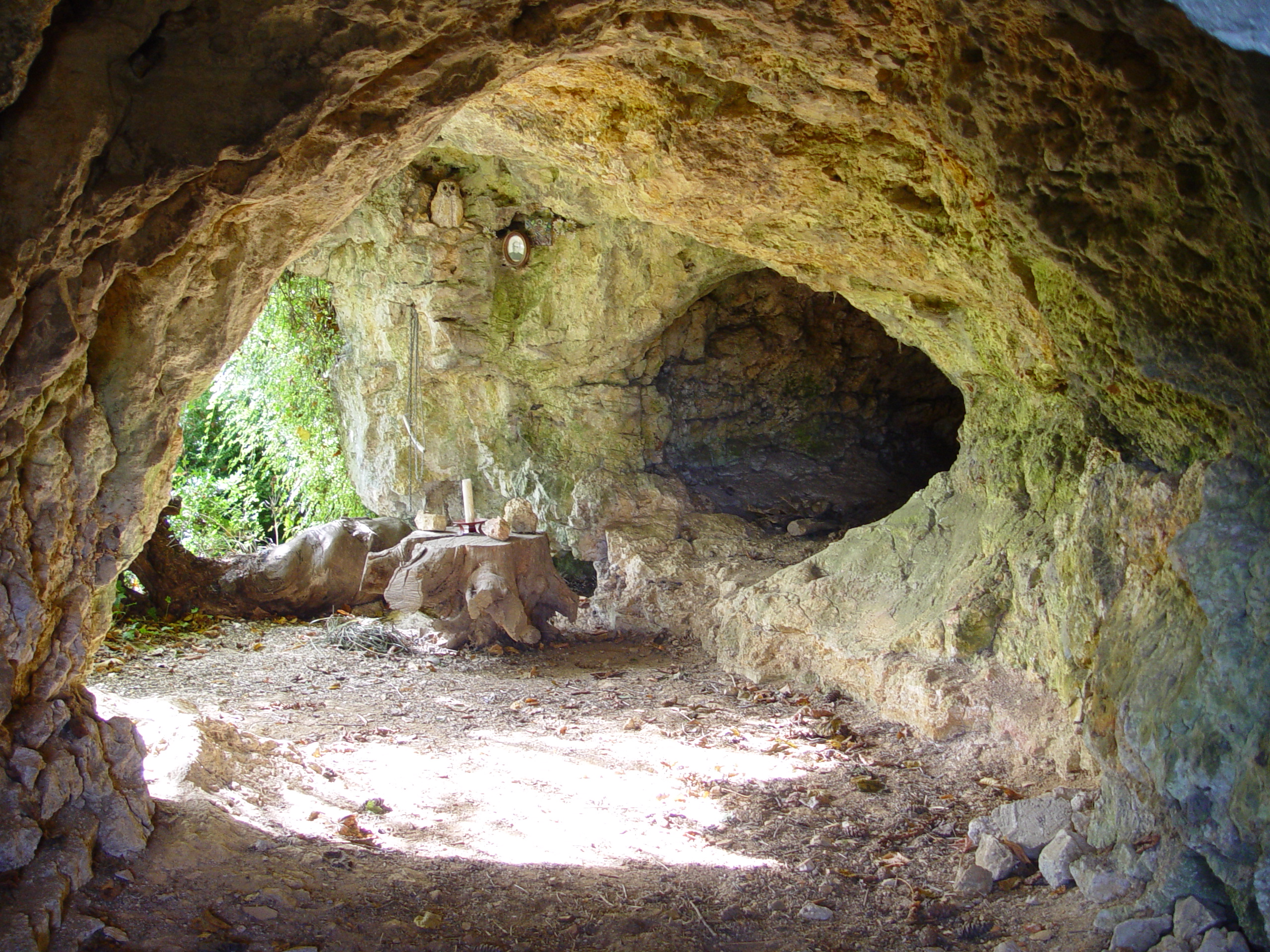
Höhle beim Kloster Mariastein

Blasonierung
In Gelb schwarzer Querbalken. Das Wappen lehnt sich an das der Herren von Rotberg an